# Mykola Mychajlenko
Mykola Mykolajovyč Mychajlenko (in ucraino Микола Миколайович Михайленко?; Varva, 22 maggio 2001) è un calciatore ucraino, centrocampista della Dinamo Kiev.

## Caratteristiche tecniche
È un centrocampista di interdizione.

## Carriera

### Club
Cresciuto calcisticamente nelle giovanili della Dinamo Kiev, esordisce in Prem"jer-liha con la maglia del Čornomorec' cui viene ceduto in prestito.
Nel 2024 fa ritorno alla Dinamo Kiev.

### Nazionale
Vanta 13 presenze con la nazionale Under-21 ucraina.
Il 19 maggio 2025 viene convocato per la prima volta in nazionale maggiore, con cui ha esordito il 7 giugno seguente nell'amichevole persa per 4-2 contro il Canada.

## Palmarès

### Club

#### Competizioni nazionali
- Campionato ucraino: 1

Dinamo Kiev: 2024-2025